# Semaines sociales du Canada
 (septembre 2017).
Si vous disposez d'ouvrages ou d'articles de référence ou si vous connaissez des sites web de qualité traitant du thème abordé ici, merci de compléter l'article en donnant les références utiles à sa vérifiabilité et en les liant à la section « Notes et références ».
Les semaines sociales du Canada étaient des colloques culturels organisés par l'Église catholique au Canada de 1920 à 1962 pour faire connaître la doctrine sociale de l'Église dans la société canadienne. 
Les semaines sociales visaient à former une élite politique chrétienne instruite dans les enjeux sociaux courants. Elles avaient été créées par le père jésuite Joseph-Papin Archambault et les membres de l'école sociale populaire. 
Ces colloques avaient pour but pour d'éclairer sur des dossiers comme le syndicalisme, la famille, l'éducation et l'agriculture en s'inspirant des encycliques magistérielles, dont la plus importante fut Rerum Novarum. Ils ont en outre inspiré les travaux de l'Action sociale catholique.
Parmi les collaborateurs aux semaines sociales, il y a Jean-Marie Villeneuve, Charles-Édouard Dorion, Lionel Bertrand, François-Albert Angers, Richard Arès, Esdras Minville, Arthur Saint-Pierre, Joseph Charbonneau et Louis-Adolphe Pâquet. Les conférences ont diminué d'ampleur après la Seconde Guerre mondiale avant de cesser en 1962. 
En Europe, les semaines sociales de France poursuivent le même objectif initial que les semaines sociales du Canada. Il y existe un colloque appelé journées sociales du Québec, dont l'objectif diverge cependant de celui des semaines sociales. 